# Cabusao
Cabusao ist eine philippinische Stadtgemeinde in der Provinz Camarines Sur.

## Religionen
Die Stadtgemeinde Cabusao besteht aus zwei römisch-katholischen Kirchengemeinden, die San Bernadino Gemeinde und die San Pascual Gemeinde. Jedes Baranggay veranstaltet sein eigenes Baranggay-Fest zu Ehren der Schutzheiligen der Baranggays. Zu diesem Anlass werden die Dörfer ausgiebig geschmückt, insbesondere der Prozessionsweg. Diese Baranggay-Feste werden von den römisch-katholischen Kirchengemeinden und den lokalen Behörden organisiert.
Unter den nicht-christlichen Religionen sind die Iglesia ni Cristo und die Members Church of God International von Bedeutung. Außerdem gibt es eine kleine Anzahl von Protestanten.

## Bevölkerung
Die Einwohner Cabusaos nennen sich selbst Cabusaoeños.

## Barangays
Cabusao ist politisch in neun Baranggays unterteilt.
- Barcelonita
- Biong
- Camagong
- Castillo
- New Poblacion (Pob.)
- Pandan
- San Pedro
- Santa Cruz
- Santa Lutgarda